# Tremezzo
Tremezzo is een gemeente in de Italiaanse provincie Como (regio Lombardije) en telt 1314 inwoners (31-12-2004). De oppervlakte bedraagt 8,4 km², de bevolkingsdichtheid is 164 inwoners per km².
De volgende frazioni maken deel uit van de gemeente: Rogaro.

## Demografie
Tremezzo telt ongeveer 570 huishoudens. Het aantal inwoners daalde in de periode 1991-2001 met 5,7% volgens cijfers uit de tienjaarlijkse volkstellingen van ISTAT.
| Jaar | Inwoneraantal |
| ---- | ------------- |
| 1991 | 1393          |
| 2001 | 1314          |

## Geografie
De gemeente ligt op ongeveer 200 m boven zeeniveau.
Tremezzo grenst aan de volgende gemeenten: Bellagio, Grandola ed Uniti, Griante, Lenno, Lezzeno, Menaggio, Mezzegra.

## Galerij

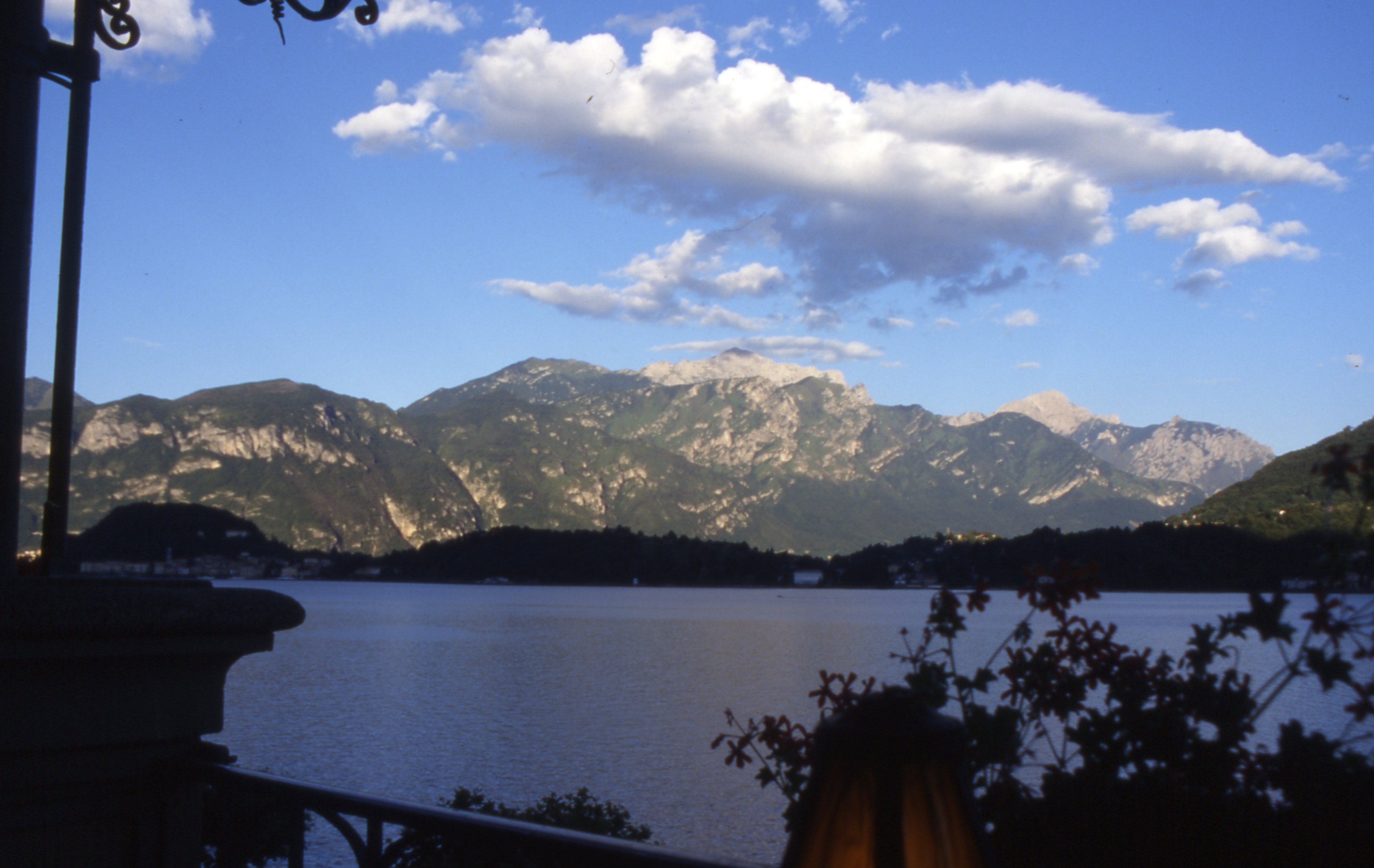
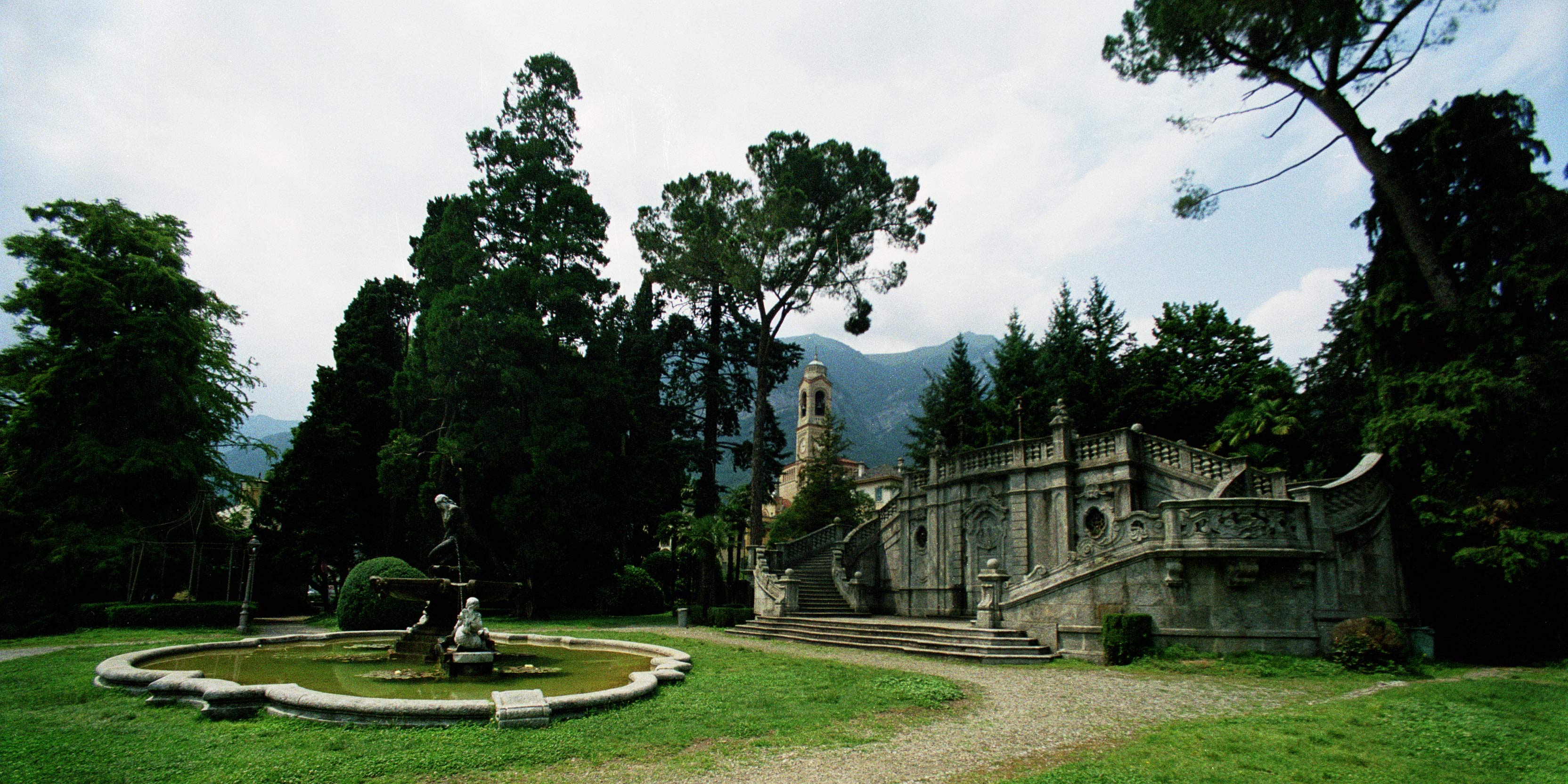
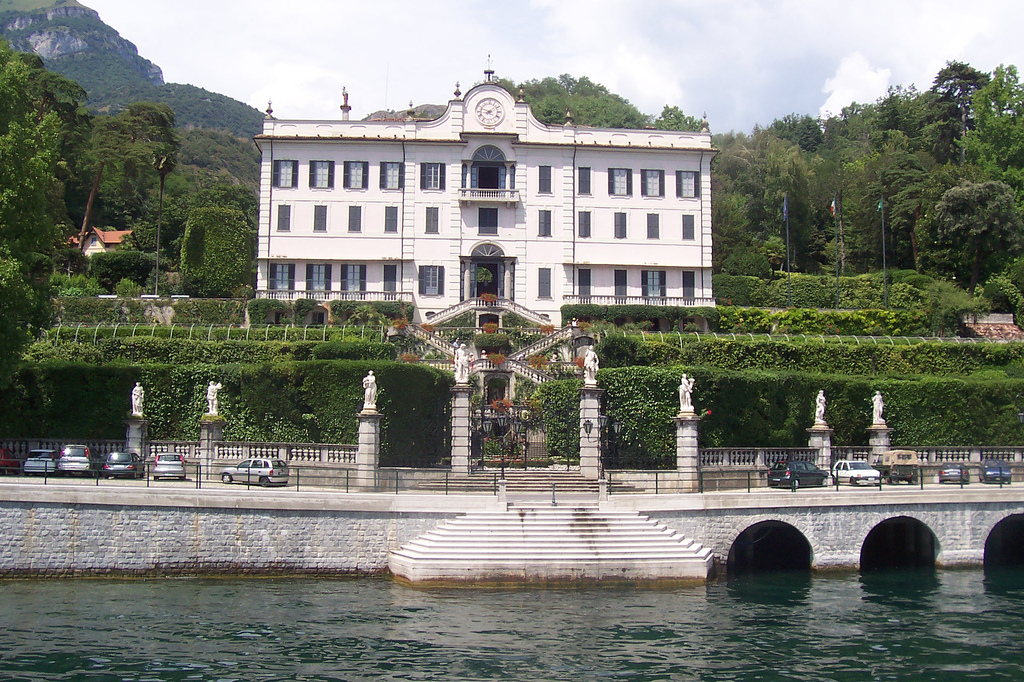
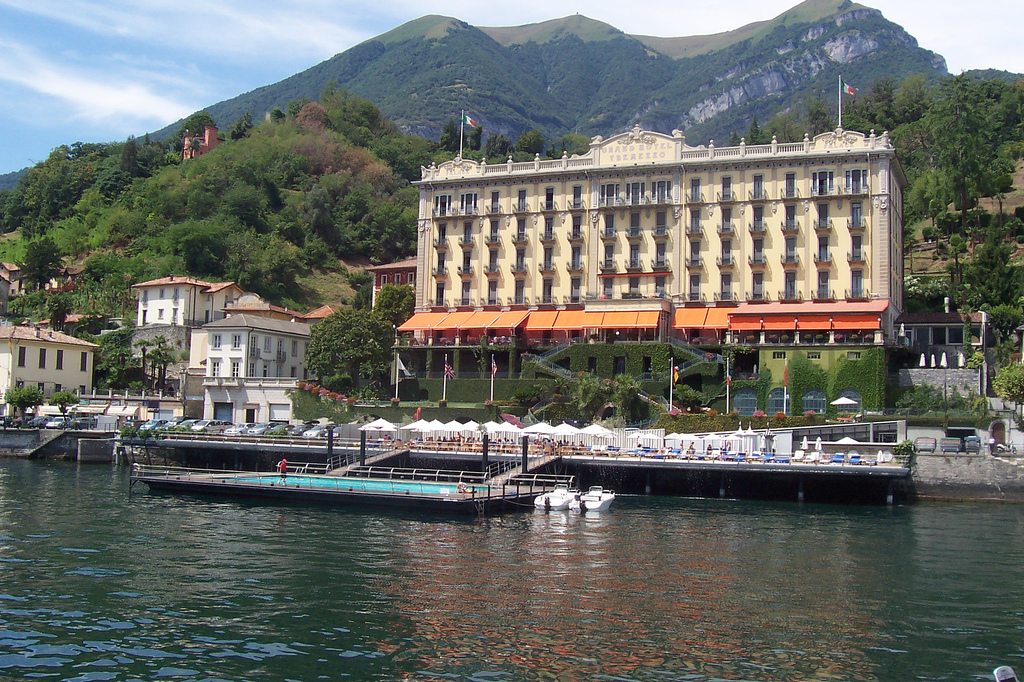